# Passo della Spingarda
Il passo della Spingarda è un valico dell'Appennino ligure posto a 1551 m s.l.m.. 

## Descrizione

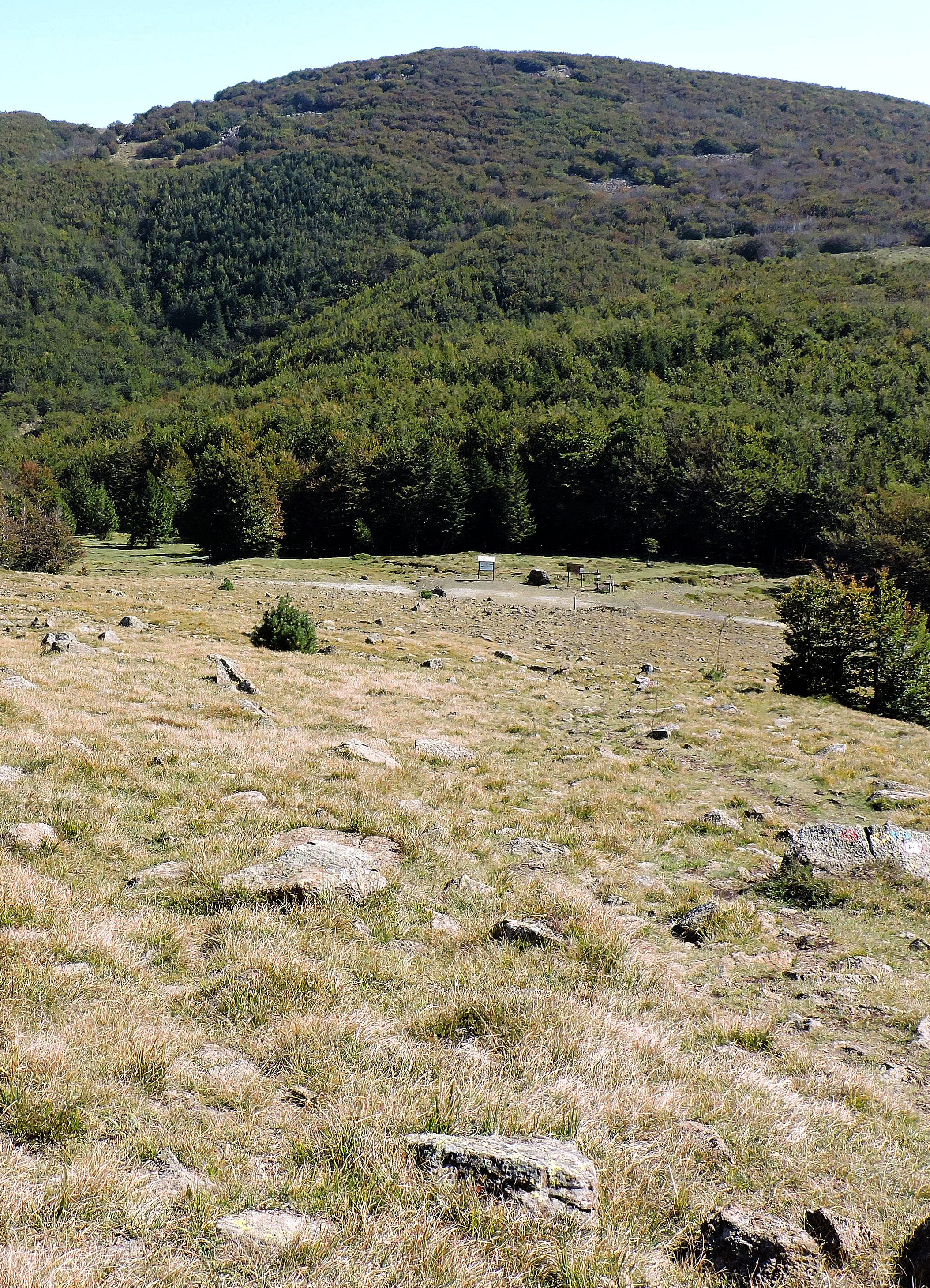
Il passo visto dalle pendici del monte Aiona

Il passo si trova sullo spartiacque Ligure/Padano al confine tra la valle Sturla (a sud) e la vallata dell'Aveto (in particolare del suo affluente Gramizza). Si apre tra il monte Aiona (1701 m, a nord-ovest) e il Monte Nero. È attraversato da una strada sterrata che sale dal vicino rifugio Monte Aiona.

## Escursionismo
Il Passo della Spingarda è il punto di congiunzione tra le tappe numero 33 (Passo della Lame - Passo della Spingarda) e numero 34 (Passo della Spingarda - Passo del Bocco) dell'Alta Via dei Monti Liguri.

## Ciclismo
Il valico può essere raggiunto con la mountain bike; salendo da Borzonasca la lunghezza del percorso è di 18,5 km

## Punti di appoggio
Non lontano dal colle sul versante Valle Sturla si trova il rifugio  Rifugio Monte Aiona - Pratomollo (1503 m).